# Список епізодів телесеріалу «Поліція Маямі»

## Опис сезонів
|  | 1 | 22 | 16 вересня 1984  | 10 травня 1985 |
|  | 2 | 22 | 27 вересня 1985  | 9 травня 1986  |
|  | 3 | 24 | 26 вересня 1986  | 8 травня 1987  |
|  | 4 | 22 | 25 вересня 1987  | 6 травня 1988  |
|  | 5 | 21 | 4 листопада 1988 | 25 січня 1990  |

## Сезон 1 (1984–1985)
| №         | Назва                                                      | Режисер(и)           | Сценарист (и)                   | Вийшла в США      |
| --------- | ---------------------------------------------------------- | -------------------- | ------------------------------- | ----------------- |
| 1 (1-01)  | «Охоронець брата» «Brother's Keeper»                       | Томас Картер         | Ентоні Єркович                  | 16 вересня 1984   |
| 2 (1-02)  | «Heart of Darkness»                                        | Джон Ллевеллін Моксі | Ей Джей Едісон                  | 28 вересня 1984   |
| 3 (1-03)  | «Бритва Оккама» «Occam's Razor»                            | Драян Сінгер         | Девід Шор                       | 30 листопада 2004 |
| 4 (1-04)  | «Повернення Кальдерона (перша частина)» «Maternity»        | Нейтон Томас Сігел   | Пітер Блек                      | 7 грудня 2004     |
| 5 (1-05)  | «Повернення Кальдерона (друга частина)» «Damned If You Do» | Грег Яітанес         | Сара Б. Купер                   | 14 грудня 2004    |
| 6 (1-06)  | «Подвійна гра» «The Socratic Method»                       | Пітер Медак          | Джон Манкієвскі                 | 21 грудня 2004    |
| 7 (1-07)  | «Чесність» «Fidelity»                                      | Драян Спайсер        | Томас Л. Моран                  | 28 грудня 2004    |
| 8 (1-08)  | «Отрута» «Poison»                                          | Гай Ферланд          | Мет Віттен                      | 25 січня 2005     |
| 9 (1-09)  | «Відмова від реанімації» «DNR»                             | Фредерік Кінг Келлер | Девід Фостер                    | 1 лютого 2005     |
| 10 (1-10) | «Мало дав, мало взяв» «Give a Little, Take a Little»       | Ден Аттіас           | Джоель Томсон                   | 8 лютого 2005     |
| 11 (1-11) | «Принц на голці» «Little Prince»                           | Нельсон МакКормік    | Лауренс Кеплоу і Томас Л. Моран | 15 лютого 2005    |
| 12 (1-12) | «Дитячі мрії» «Milk Run»                                   | Кейз Гордон          | Джон Манкієвскі і Девід Шор     | 22 лютого 2005    |
| 13 (1-13) | «Золотий трикутник (перша частина)» «Golden Triangle»      | Даніель Сакгейм      | Мет Віттен і Пітер Блек         | 1 березня 2005    |
| 14 (1-14) | «Золотий трикутник (друга частина)» «Golden Triangle»      | Ренді Зік            | Лауренс Кеплоу                  | 15 березня 2005   |
| 15 (1-15) | «Блюз контрабандиста» «Smuggler's Blues»                   | Тім Хантер           | Девід Фостер і Джон Манкієвскі  | 22 березня 2005   |
| 16 (1-16) | «Обряд присвячення» «Rites of Passage»                     | Фред Гербер          | Томас Л. Моран                  | 29 березня 2005   |
| 17 (1-17) | «Лабіринт» «The Maze»                                      | Пітер О'Фаллон       | Мет Віттен                      | 12 квітня 2005    |
| 18 (1-18) | «Створені один для одного» «Made for Each Other»           | Білл Джонсон         | Пітер Блек і Девід Шор          | 19 квітня 2005    |
| 19 (1-19) | «Грабіжники» «The Home Invaders»                           | Деран Сараф'ян       | Томас Л. Моран і Лауренс Кеплоу | 3 травня 2005     |
| 20 (1-20) | «Ніхто не живе вічно» «Nobody Lives Forever»               | Джим Джонстон        | Буде оголошено                  | 29 березня 1985   |
| 21 (1-21) | «Еван» «Evan»                                              | Роб Коен             | Пол Даймонд                     | 3 травня 1985     |
| 22 (1-22) | «Ломбард» «Lombard»                                        | Джон Ніколелла       | Джоель Сарноу Девід Ассаел      | 10 травня 1985    |